# ريوجي هيراإيشي
ريوجي هيراإيشي (باليابانية: 廣石 亮二) (26 مايو 1979 في كاناغاوا في اليابان – )؛ هو لاعب كرة قدم سابق كان يلعب كحارس مرمى.

## وصلات خارجية
- ريوجي هيراإيشي على موقع عالم كرة القدم.نت (الإنجليزية)